# Bonneyana schwartzi
Bonneyana schwartzi är en insektsart som beskrevs av Ball 1911. Bonneyana schwartzi ingår i släktet Bonneyana och familjen dvärgstritar. Inga underarter finns listade i Catalogue of Life.